# Ветроходно ветрило
 Тази статия е за ветроходното платно.  За аксесоара вижте Ветрило.  
Ветрило (платно, остар. турцизъм: елкен) във ветроходството е повърхност, предназначена за създаване на тяга при излагането си на вятъра. Тягата се получава под напора на вятъра. По същество това е отвесно разположено крило.

## Приложение
Като правило ветрилата са част от ветрилното стъкмяване и се използват за задвижване на плавателните средства, към които се закрепват с помощта на рангоута и такелажа. Въпреки това има и свидетелства за използването на ветрила и в сухопътния транспорт – например ветрилата са често използвани за създаване на спомагателна движеща сила на каруци в Китай, също така с ветрило се задвижват колесните и ледовите буери.
Простото ветрило представлява парче плътен здрав плат, например канава. Ветрилата с голям размер се ушиват от няколко отделни парчета. Платнищата преди съшиването получават такава форма, която да позволи на цялото ветрило, поставено на своето място и напълнено от вятъра, да има добре обтекаема изпъкнало-вдлъбната форма, в разрез напомняща на крилото на птица, и чрез която да развива най-голямата възможна полезна сила.
За производството на съвременните ветрила се използват синтетични тъкани. В някои случаи (например за ветрилата на уиндсърфа) се използва не тъкан, а здраво и плътно фолио. Съществуват и по-сложни и скъпоструващи технологии за производство на ветрила, при които цялото ветрило не се прави от парчета тъкан или фолио, а от много здрави синтетични влакна, поместени между два слоя лента по линиите на въздействие върху ветрилото на най-големите натоварвания.
Срещат се и съвсем неприличащи на обикновеното ветрило конструкции, представляващи поставено вертикално крило и използващи силата на вятъра за същите цели, както и ветрилото. Такива конструкции понякога се поставят например на спортните лодки (също доста различни от обикновените, познати на мнозинството) с цел достигане на рекорди за скорост на вода. Имащи много малко общо с опънатото парче тъкан, тези крила въпреки всичко са наречени по инерция или „твърдо ветрило“ или „ветрило-крило“.
- Ветроходни лодки в Луксор, Египет
- Ветроход
- Делтапланер
- Буер
- Уиндсърф

## История на ветрилото
Предполага се, че хората започват да използват ветрилото преди 5,5 хил. години. Съдейки по съхранените рисунки и резултати от разкопки, първи започват употребата на ветрила древните египтяни.

## Типове ветрила

### Прави ветрила
Правите ветрила са ветрилата, които се поставят напречно на съда и се крепят към реите, издигани на мачтите и стенгите. Имат вид на равнобедрен трапец. Управлението на правото ветрило се осъществява със завъртане на реята чрез брасове и шкоти по хоризонталната плоскост. На остри халсове наветрената шкаторина на правото ветрило се отвежда по вятъра с помощта на специални въжета, наречени шпрюйт.
С прави ветрила са стъкмени големите: кораби, баркове, баркентини, бригове и бригантини. Широкото си разпространение правите ветрила получават благодарение на възможностите да се получат огромни площи ветрила чрез съвкупност от неголеми отделни ветрила. Не е по силите на човек да управлява ветрило, площта на което превъзхожда пределите на 5 – 8 квадратни метра.

### Коси ветрила
Косите ветрила са ветрила, които се поставят близо до диаметралната плоскост на съда. Биват множество видове:
- Лати́нско ветрило има вид на правоъгълен триъгълник. Горната шкаторина (хипотенузата) се закрепва към рейка, наклонена напред. При латинските ветрила рейката се нарича „рю“. Предния край на рю достига до палубата, и се нарича „количка“. По количката се взема и халса. Особеност на латинското стъкмяване е в това, че количата при смяна на халса трябва да пресече вантите. Затова и вантите на съдовете с такива ветрила се правят съставни. Това увеличава работата на екипажа: при смяната на халса те следва да изпълнят много повече действия, отколкото при плаване под обикновено рейково ветрило. Въпреки това през средните векове латинското ветрило получава много широко разпространение благодарение на способността на съда с такова ветрило да плава остро към вятъра. Такава способност позволява да се получи огромно преимущество в случай, че трябва да се откъснеш от преследване (или обратно да догониш плячката).

- Берм́удско ветрило – триъгълно ветрило, предната шкаторина на което се разтяга по мачтата, а долната по гика.

Днес е най-разпространеният тип ветрила при яхтите. По простота на управление, поставяне и тягови характеристики е безспорен лидер.
Яхта с правилно настроени бермудски ветрила може продължително да се управлява само от един човек. Такава маневра, като например поворот оверщаг или лавировка, може да се изпълява самостоятелно без помощта на подвахтата, само за сметка на обръщане на руля.
Аеродинамичните качества на бермудското ветрило, макар и силно да отстъпват на самолетното крило, въпреки всичко са най-високи сред останалите ветрила. Това обуславя изключителното използване на бермудския тип стъкмяване на всички съвременни състезателни яхти.
Бермудското ветрило се появява в региона на Бермудските острови, където се използва от местните рибари. През 1920-те години то сменя гафелното ветрило, което се използва дотогава повсеместно.
- Лю́герно (ре́йково) ветрило – разновидност на косото ветрило.

Ветрилото най-често има форма на неправилен трапец, горната шкаторина на което се закрепва към рейка, а долната към гика.
- Шпринтово ветрило – четириъгълно ветрило, разтягано по диагоналите с тънка пръчка (шпринтов или шпринт), опиращ се в неговия горен ъгъл с единия си край, а в долната част на мачтата с другия.
- Гафелно ветрило

- Кливер

- Стаксел

### Други типове ветрила
- Блупер

- Генакер

- Спинакер

- Толбой

## Части на ветрилото
Във ветроходството всички части на ветрилото си имат своите названия. Най-често използваните са триъгълните ветрила, и затова за повечето от тях се използват по шест термина – по един за всеки ъгъл и страна на ветрилото. Страната на ветрилото, в общия случай, се нарича шкаторина. Различават се предна, задна и долна шкаторини. Предна се счита шкаторината, прилежаща към мачтата.
Ъглите на ветрилото с триъгълна форма се наричат халсов, фалов и шкотов. Долният, прилежащ към мачтата е халсовият ъгъл, горният, прилежащ към мачтата – фалов ъгъл, а задният, прилежащ към гика – шкотов ъгъл.
Шкаторините и ъглите на ветрилата, както и най-натоварените участъци на ветрилата, се оформят с различни усиления, от тъкан и използването на т.нар. „снаряжение“. Подсилванията на ъглите се именуват боути и банти. Усиленията на шкаторините като правило нямат специални названия.
Боутите и бантите на ъглите на ветрилата носят върху себе си основната част от натоварванията, предавани от платнището на ветрилата към корпуса на съда чрез такелажа и рангоута. Оформлението на ъглите на ветрилата в общия случай представлява наслагване върху ъглите на ветрилото на няколко слоя тъкан, ориентирани по посока на действието на най-голямото натоварване, а също и поставянето на някакъв детайл, позволяващ да се закрепи такелажен край.
Снастите, закрепяни към горния ъгъл на ундер-лисела и разтягаща (през блокове) предната шкаторина надлъжно на долната рея се нарича обгалдер.

## Аеродинамика на ветрилото
Ветрилата движат ветроходния съд (яхта, кораб) по два начина. Когато той се движи по посока на вятъра (за различните курсове спрямо вятъра виж курс (ветроходство)), ветрилата просто служат за улавяне на въздушния поток. Този метод на задвижване е толкова прост, че не се нуждае от допълнително обяснение, вятърът просто задвижва съда по посоката си и ветрилата действат повече като парашут, отколкото като крило.
Другият начин, по който ветрилата задвижват съда е, когато той се движи напречно на вятъра или срещу вятъра. В тази ситуация ветрилата движат съда чрез пренасочване на вятъра, идващ отстрани, назад. В съответствие със закона за запазване на импулса, въздухът се пренасочва назад, карайки лодката да се движи напред. За обяснението на този феномен вектора на импулса може да се разложи на две съставящи: една по надлъжната ос на съда и друга по посока на вятъра. При ветроходните съдове кила или шверта имат ролята да преобразуват напречната сила на вятъра в движение на съда напред.

### Закон за запазване на импулса във ветроходството

#### Система лодка-човек
Нека една лодка с човек на борда се намира в покой в спокойни води. Ако човекът се придвижи (затича) напред към носа на лодката, то съдът (лодката) в съответствие със закона за запазване на импулса ще се задвижи назад. Ако човекът се придвижи назад, то съдът ще се придвижи напред. И в двата случая имаме движение по една ос и промяната в импулса на единия елемент на системата (човека) води до такава промяна в импулса на другия елемент (лодката) по величина и знак, която компенсира първата промяна – т.е. общият импулс на системата трябва да се запази.

#### Система ветроходна яхта-вятър
Нека една ветроходна яхта се намира в покой със спуснато ветрило и вятърът духа перпендикулярно на надлъжната ос на съда (курс халфвинд). Ще разложим вектора на импулса в две направления: по посока на вятъра и по посока на надлъжната ос на съда. При това положение вятърът има импулс с определена големина и посока перпендикулярно на яхтата, а в другото направление импулсът е нула: няма вятър в това направление и съда също няма импулс (не се движи). Нека сега вдигнем ветрилото и го разположим на ъгъл 45° спрямо вятъра. Според закона за запазване на импулса импулсът на системата вятър и ветроходен съд трябва да се запази и по двете направления. Първият ефект от вдигането на ветрилото ще бъде опита на вятъра да задвижи (измести) съда перпендикулярно на надлъжната му ос (да предизвика дрейф). Килът (или швертът) на съда ще се противопостави на това поради високото съпротивление на водата при движение в тази посока. Съпротивлението на водата спрямо съда, ерго съпротивлението на ветрилото спрямо вятъра ще породи сила – реакция на опората, която ще отрази въздушната струя (според закона за ъгъла между падащия и отразения лъч при отражение) в посока назад по надлъжната ос на съда. Това ще създаде импулс у отклонената въздушна струя, какъвто вятърът без вдигнато ветрило не е имал: импулс по направление на надлъжната ос на съда. Според закона за запазване на импулса, другият елемент в системата – ветроходния съд – ще придобие импулс в обратна посока на отклонения от ветрилото вятър, т.е. в посока напред по надлъжната ос на съда. Големината на този импулс ще е пропорционална на скоростта на вятъра и ефективната площ на ветрилото спрямо вятъра. Наличието на този компенсиращ импулс е причината, поради която съда ще се задвижи по посока на надлъжната си ос.
Често за обяснение на действието на ветрилата и други обтекаеми профили се използва принципът на Бернули, но това обяснение често се основава на некоректното допускане, че двата потока въздух, които се разделят на челния ръб на крилото/ветрилото, трябва да се срещнат отново на задния ръб.